# Sincretismo (lingüística)
El sincretismo, en lingüística, es un fenómeno por el que dos o más valores morfosintácticos comparten la misma forma. Por ejemplo, en español, la 1.ª y 3.ª personas del singular son idénticas en varios tiempos verbales: así, cantaba puede implicar que el sujeto que canta sea yo, pero también él o ella; lo mismo pasa con cantaría, cante, cantara, cantase; estas formas proceden de formas latinas que sí distinguían ambas personas, pero la desaparición durante la formación del español, y otras lenguas romances, de varias consonantes finales características de la conjugación latina ha dado como resultado formas sincréticas. En morfología, el sincretismo es típico de las lenguas fusionales. 
Según la definición de Fernando Lázaro Carreter, el sincretismo se produce cuando una forma asume diversas funciones de otras formas. Se produjo, por ejemplo, cuando el caso ablativo primitivo latino, puramente separativo, asumió las funciones del caso instrumental y las del caso locativo indoeuropeos. Por eso se dice del ablativo que es un caso sincrético. De igual modo, el fonema que pervive en una oposición neutralizable, es un fonema sincrético.
Para Luis Eguren y Olga Fernández Soriano, el sincretismo es el fenómeno que consiste en que un solo morfo exprese dos o más significados gramaticales correspondientes a morfemas distintos. Otro ejemplo de sincretismo en español sería el hecho de que la desinencia verbal –o (verbigracia am-o) aglutine distintas categorías flexivas sin que puedan aislarse para cada una de ellas segmentos fónicos diferenciados.